# جريج شرودر
جريج شرودر (بالإنجليزية: Gregg Schroeder)‏ هو لاعب كرة قدم أمريكي في مركز الدفاع، ولد في 2 يوليو 1980 في لونغ بيتش في الولايات المتحدة. لعب مع Charlotte Eagles ‏.